# Ribčev Laz
Ribčev Laz is een dorp dicht bij Bohinj gelegen bij het Meer van Bohinj in het Triglav Nationaal Park in het noordwesten van Slovenië.
De Johannes de Doperkerk ligt bij het meer van Bohinj. Oorspronkelijk een romaanse kerk maar herbouwd in gotische stijl in het einde 15de en begin 16de eeuw met fresco's van Jernej of Loka.

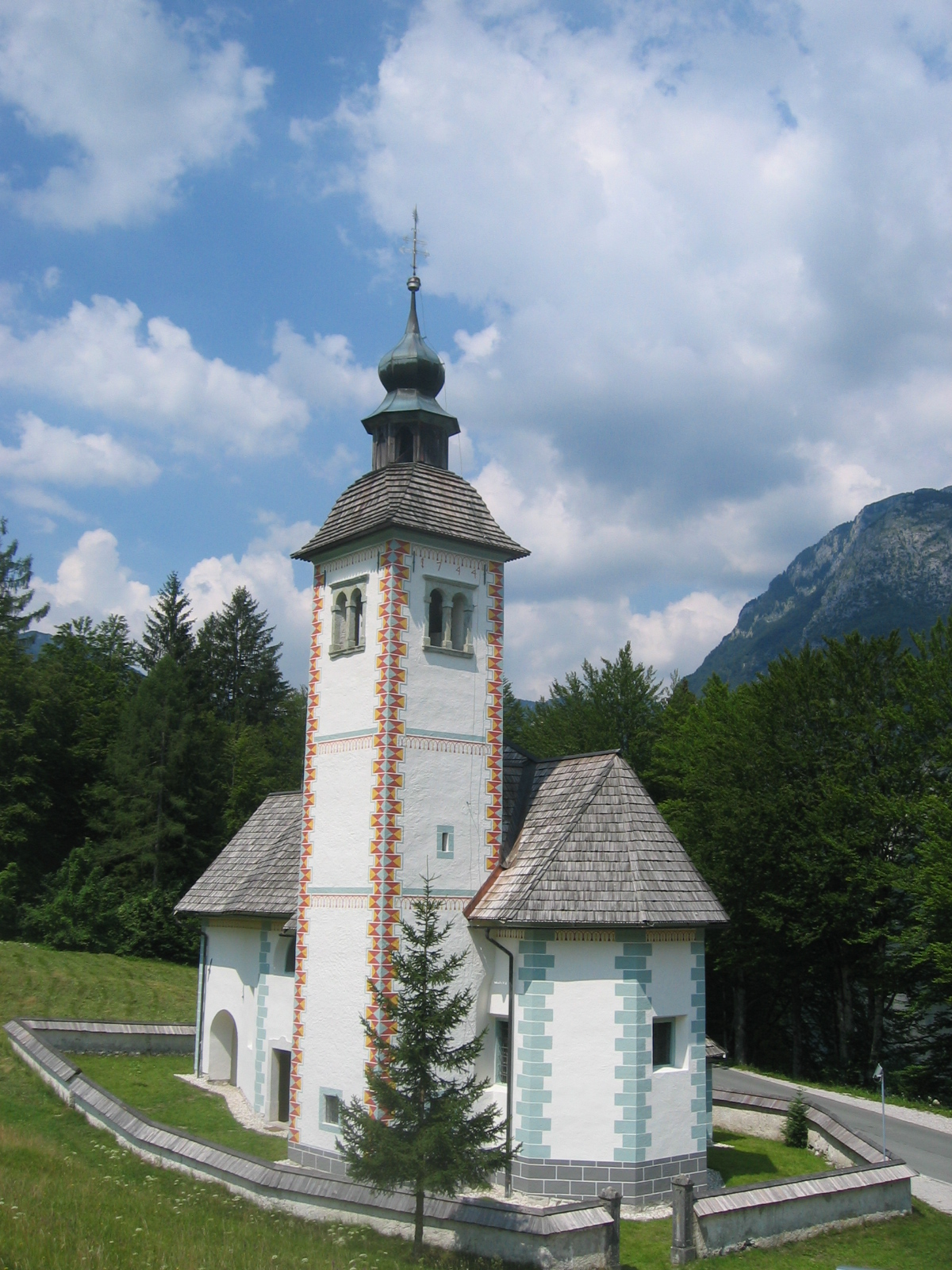
Kerk van de Heilige Geest

Een tweede kerk opgedragen aan de Heilige Geest is gebouwd in het midden van de 18de eeuw.